# سیمون کاروسو
سیمون کاروسو (انگلیسی: Simone Caruso؛ زادهٔ ۹ سپتامبر ۱۹۹۴) بازیکن فوتبال اهل ایتالیا است.
از باشگاه‌هایی که در آن بازی کرده‌است می‌توان به باشگاه فوتبال کاتانیا اشاره کرد.